# Facundo Bustamante
Facundo Nicolás Bustamante (Gualeguay, 5 novembre 1995) è un ex calciatore argentino, di ruolo centrocampista.

## Caratteristiche tecniche
È un centrocampista centrale.